# مصطفى كمال أوزون
مصطفى كمال أوزون (بالتركية: Mustafa Kemal Uzun)‏ (مواليد 18 يوليو 1959 في غونن - الوفاة 11 ديسمبر 2017)، هو مخرج وممثل تركي، اشتُهر بإخراج مسلسل نور سنة 2005 الذي تم ترجمته للغة العربية وحصل على شهرة واسعة. قام أوزون بإخراج 49 مسلسل تلفزيوني، قبل أن يلقى حتفه على يد أحد الممثلين.

## الأعمال
- 2005: نور

## الوفاة
توفي كمال أوزون في إسطنبول في بداية يوم 11 ديسمبر 2017، نتيجة جدال وقع به مع أحد الممثلين في منزل أوزون وقام الممثل المخمور بتهشيم رأسه وتوجيه عدة طعنات له.